# Elizabethtown (Illinois)
Elizabethtown ist ein Village und Verwaltungssitz des Hardin County im Süden des US-amerikanischen Bundesstaates Illinois. Bei der Volkszählung im Jahr 2010 hatte Elizabethtown 299 Einwohner.

## Geografie
Elizabethtown liegt auf  37°26'57" nördlicher Breite und 88°18'13" westlicher Länge und erstreckt sich über 2,0 km², die ausschließlich aus Landfläche bestehen. Der Ort liegt am Nordufer des Ohio River, der die Grenze zu Kentucky bildet.
Der Ort wird im Westen, Norden und Osten vom Shawnee National Forest umgeben, einem rund 1100 km² großen Nationalforst, der sich über mehrere Countys in Süd-Illinois erstreckt.
Es besteht eine Fährverbindung von Elizabethtown über den Ohio nach Kentucky.
Die nächstgelegenen Orte sind Rosiclare (7,4 km südwestlich) und Cave-In-Rock (17,3 km östlich), wo ebenfalls eine Fährverbindung über den Ohio nach Kentucky besteht.
Die nächstgelegenen Großstädte sind Louisville in Kentucky (337 km ostnordöstlich), Nashville in Tennessee (232 km südöstlich), Memphis in Tennessee (395 km südwestlich), St. Louis in Missouri (261 km nordwestlich) und Indianapolis in Indiana (408 km nordöstlich).
Elizabethtown ist der südliche Endpunkt der Illinois State Route 34, die wenige Kilometer östlich des Ortes auf die in west-östlicher Richtung verlaufende  Illinois State Route 146 trifft.

## Demografische Daten
Bei der offiziellen Volkszählung im Jahre 2000 wurde eine Einwohnerzahl von 348 ermittelt. Diese verteilten sich auf 183 Haushalte in 99 Familien. Die Bevölkerungsdichte lag bei 191,9 Einwohnern pro Quadratkilometer. Es gab 226 Wohngebäude, was einer Bebauungsdichte von 191,9 Gebäuden je Quadratkilometer entsprach.
Die Bevölkerung bestand im Jahre 2000 aus  98,0 Prozent Weißen und 1,4 Prozent Afroamerikanern.  0,6 Prozent gaben an, von mindestens zwei dieser Gruppen abzustammen. 0,29 Prozent der Bevölkerung bestand aus Hispanics, die verschiedenen der genannten Gruppen angehörten.
17,0 Prozent waren unter 18 Jahren, 8,3 Prozent zwischen 18 und 24, 15,5 Prozent von 25 bis 44, 30,2 Prozent von 45 bis 64 und 29,0 Prozent 65 und älter. Das mittlere Alter lag bei 51 Jahren. Auf 100 Frauen kamen statistisch 87,1 Männer, bei den über 18-Jährigen 81,8.

Das mittlere Einkommen pro Haushalt betrug 17.750 US-Dollar (USD), das mittlere Familieneinkommen 38.750 USD. Das mittlere Einkommen der Männer lag bei 30.625 USD, das der Frauen bei 16.563 USD. Das Pro-Kopf-Einkommen belief sich auf 17.567 USD. Rund 16,0 Prozent der Familien und 22,5 Prozent der Gesamtbevölkerung lagen mit ihrem Einkommen unter der Armutsgrenze.